# Велика Буна
Велика Буна је насељено место у саставу Града Велике Горице, у Туропољу, Хрватска.

## Становништво
На попису становништва 2011. године, Велика Буна је имала 856 становника.

## Попис1991.
На попису становништва 1991. године, насељено место Велика Буна је имало 582 становника, следећег националног састава:
| Попис 1991.‍  | Попис 1991.‍  | Попис 1991.‍ | Попис 1991.‍ | Попис 1991.‍ |
| ------------ | ------------ | ----------- | ----------- | ----------- |
|              |              |             |             |             |
| Хрвати       | Хрвати       |             | 564         | 96,90%      |
| Срби         | Срби         |             | 3           | 0,51%       |
| Мађари       | Мађари       |             | 1           | 0,17%       |
| Муслимани    | Муслимани    |             | 1           | 0,17%       |
| Словенци     | Словенци     |             | 1           | 0,17%       |
| неопредељени | неопредељени |             | 3           | 0,51%       |
| регион. опр. | регион. опр. |             | 1           | 0,17%       |
| непознато    | непознато    |             | 8           | 1,37%       |
| укупно: 582  |              |             |             |             |